# Giancarlo Fisichella
Giancarlo Fisichella (Roma, 14 de Janeiro de 1973) é um automobilista italiano.

## Carreira
Fisichella começou a carreira no kart aos onze anos de idade e competiu na Itália até os quinze anos. Foi vice-campeão europeu em 1989 e 1991 e campeão mundial em 1990. Em 1992, estreou na Fórmula 3 italiana. Na segunda temporada, foi vice-campeão, e conquistou o título em 1994.
Em 1995, participou do campeonato internacional de turismo com a Alfa Romeo.

### Fórmula 1

#### 1996: Minardi
Em 1996, estreou na Fórmula 1. Competindo pela Minardi, substituindo o japonês Taki Inoue - que havia assinado com a equipe de Faenza, mas que havia sido dispensado por falta de pagamento de um patrocinador - disputou oito provas antes de ser substituído por seu compatriota, o veterano Giovanni Lavaggi. No mesmo ano, realizou testes para a Scuderia Ferrari.

#### 1997: Jordan
Para 1997, assinou contrato com a Jordan. No Canadá e na Bélgica, conquistou seus primeiros pódios, ambos na segunda colocação e terminou o campeonato em oitavo com vinte pontos. Teve como companheiro o alemão Ralf Schumacher.

#### 1998-2001: Benetton

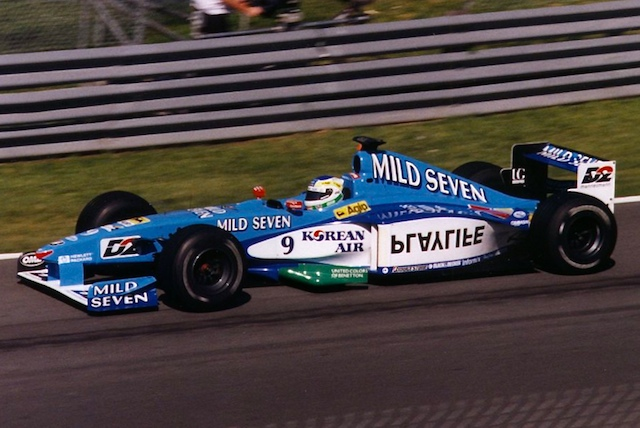
Fisichella em 1999.

Na segunda temporada na Fórmula 1, correu pela terceira escuderia diferente: a Benetton. Os quatro anos que passou na Benetton não foram nada fáceis. Sem os motores Renault, a Benetton passou por sérios problemas.
Ainda assim, em 1998, no GP da Áustria, conseguiu cravar sua primeira pole position. Em Montreal e Mônaco, completou as provas em segundo lugar, porém não conseguiu mais pontos naquele ano, terminando em nono entre os pilotos. Na temporada seguinte, só esteve presente no pódio uma vez, novamente no GP do Canadá e repetiu a posição do campeonato anterior, com treze pontos.
No ano 2000, a situação melhorou um pouco e Fisichella ficou entre os três primeiros pilotos nos GPs de Mônaco, do Brasil e Canadá. Tal como ocorrera em 1999, não obteve mais pontos no restante da temporada, mas foi o sexto melhor colocado entre os pilotos. Em 2001, a Renault comprou a Benetton. Entretanto, Fisichella só conseguia brigar por posições contra os carros da Minardi e da Prost. No GP da Bélgica, o italiano conquistou o único pódio da equipe naquele ano e foi o décimo primeiro da competição, com oito pontos.

#### 2002-2003: volta à Jordan
Preterido pela Renault, Giancarlo voltou para a Jordan em 2002 e só conseguiu contabilizar sete pontos, repetindo a mesma classificação do ano anterior.
Na temporada 2003, Fisichella subiu no alto do pódio uma única vez, conquistando sua primeira vitória no agitado e chuvoso GP do Brasil, que teria sido ganho por Kimi Räikkönen. Porém, a FIA reconheceu o erro e determinou que a vitória havia sido de Fisichella por ter aberto a volta anterior a bandeira vermelha que encerrou a corrida na primeira colocação. Fisichella só recebeu o troféu de vencedor do GP Brasileiro em uma cerimônia não-oficial no final de semana de GP seguinte em Ímola, das mãos do próprio Kimi Räikkönen frente a imprensa .
Só em Indianápolis ele voltou a pontuar, graças a sua sétima posição. Fechando o mundial em décimo segundo lugar com doze pontos.

#### 2004: Sauber
Em 2004, Fisichella troca a Jordan pela Sauber, e faz boas atuações nos GPs do Canadá, da Inglaterra e da Bélgica que lhe rendem vinte e dois pontos e a décima primeira colocação no campeonato.

#### 2005-2007: Renault

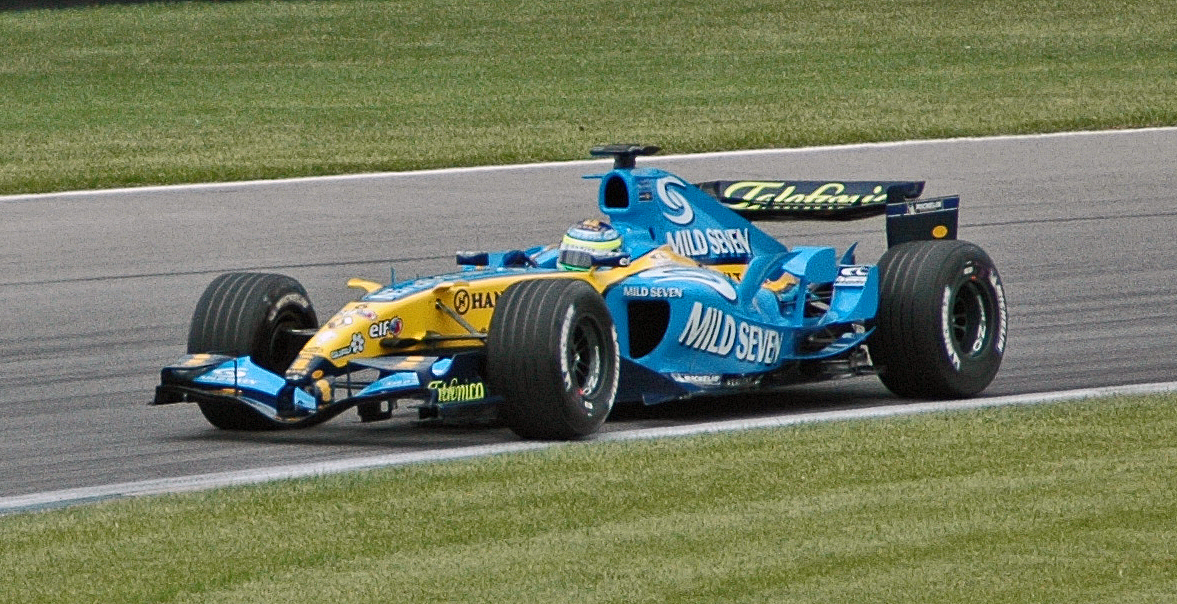
Fisichella em 2005.

Em 2005 volta a trabalhar com Flavio Briatore na Renault. Já na abertura do campeonato, Fisichella vence o GP da Austrália, entretanto, ao longo do ano, só consegue outro pódio no GP da Itália com uma terceira colocação e no GP do Japão com a segunda posição e terminando a temporada em quinto lugar na classificação geral, com cinquenta e oito pontos e vendo seu companheiro de equipe Fernando Alonso terminar com cento e trinta e três pontos e se tornando campeão mundial.
Em 2006 começou de forma parecida vencendo o GP da Malásia, porém nesse ano volta ao pódio em mais quatro oportunidades nos GPs da Espanha, Estados Unidos, China e Japão, todos eles na terceira colocação. Ao final do campeonato, foi o quatro colocado no mundial de pilotos, com setenta e dois pontos novamente atrás de seu companheiro de equipe que se sagrou bicampeão mundial com cento e trinta e quatro pontos.
Em 2007 a Renault não é a mesma e perde muito rendimento com a mudança na marca de pneus e a saída de Alonso da equipe. Dessa vez, Fisichella não consegue pódios e acaba o ano na oitava posição no mundial com vinte e um pontos, mais uma vez atrás de seu novo companheiro de equipe, o finlandês Heikki Kovalainen, que terminou o ano com uma segunda posição no GP do Japão e trinta pontos no mundial.

#### 2008-2009: Force India
Em 11 de Janeiro, Fisichella foi confirmado como piloto da Force India, passando no "Vestibular da F.1." com Christian Klien, Ralf Schumacher, Giedo van der Garde, Roldán Rodríguez, Vitantonio Liuzzi e Franck Montagny. No GP de Mônaco de 2008 completou sua corrida de número 200.
No Grande Prêmio da Bélgica de 2009, surpreendeu a todos ao fazer a pole e chegar em segundo lugar na corrida, conquistando o primeiro pódio e os primeiros pontos para sua equipe, até então considerada a mais fraca do campeonato.

#### 2009: Ferrari
No dia 3 de Setembro de 2009, Fisichella foi anunciado como substituto de Luca Badoer na vaga de Felipe Massa na Ferrari para o restante da temporada de 2009 a partir do GP da Itália, mantendo-se como piloto de testes e primeiro piloto reserva para 2010, quando anunciou sua aposentadoria da Formula 1.

### Outras categorias

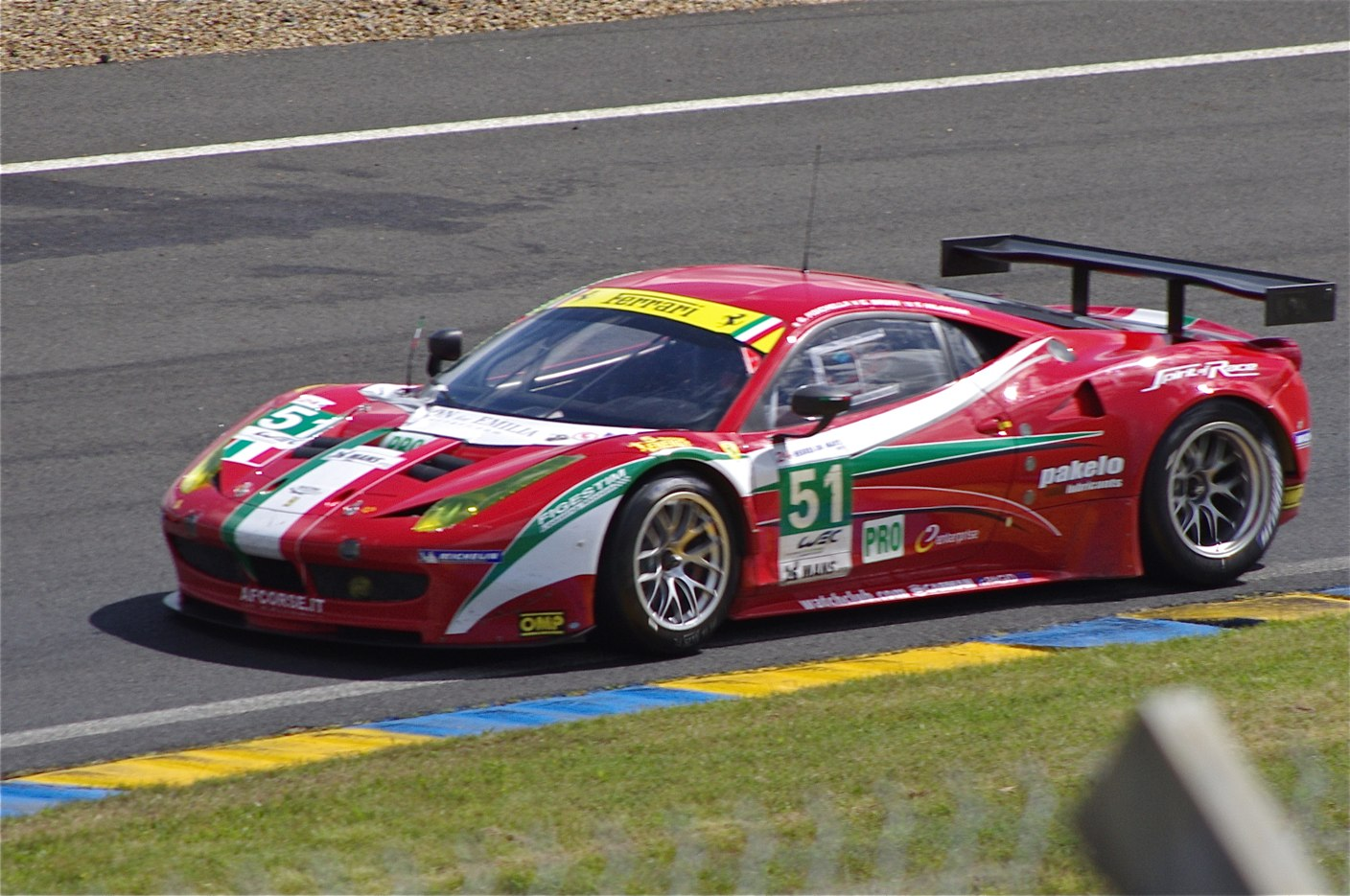
Fisichella nas 24 Horas de Le Mans em 2012.

Correu pela DTM em 1995, pela ITCC em 1995 e 1996, a partir de 2010 disputa a FIA WEC tendo sido campeão duas vezes das 24 Horas de Le Mans na classe GTE em 2012 e 2014, também disputou as 24 Horas de Daytona na classe GTLM em 2016 e 2017.

## Resultados na Fórmula 1[5]
Legenda: (Corridas em negrito indicam pole position); (Corridas em itálico indicam volta mais rápida)
| Ano  | Equipe                               | Chassis           | Motor                             | 1       | 2       | 3       | 4       | 5       | 6       | 7       | 8       | 9       | 10      | 11      | 12      | 13      | 14      | 15      | 16      | 17      | 18     | 19    | Pontos | Posição  |
| ---- | ------------------------------------ | ----------------- | --------------------------------- | ------- | ------- | ------- | ------- | ------- | ------- | ------- | ------- | ------- | ------- | ------- | ------- | ------- | ------- | ------- | ------- | ------- | ------ | ----- | ------ | -------- |
| 1996 | Minardi Team                         | Minardi M195B     | Ford EDM2 3.0 V8 Ford EDM3 3.0 V8 | AUS Ret | BRA     | ARG     | EUR 13  | SMR Ret | MON Ret | ESP Ret | CAN 8   | FRA Ret | GBR 11  | ALE     | HUN     | BEL     | ITA     | POR     | JAP     |         |        |       | 0      | NC (19º) |
| 1997 | Benson & Hedges Total Jordan Peugeot | Jordan 197        | Peugeot A14 3.0 V10               | AUS Ret | BRA 8   | ARG Ret | SMR 4   | MON 5   | ESP 9   | CAN 3   | FRA 9   | GBR 7   | ALE 11  | HUN Ret | BEL 2   | ITA 4   | AUT 4   | LUX Ret | JAP 7   | EUR 11  |        |       | 20     | 8º       |
| 1998 | Mild Seven Benetton Playlife         | Benetton B198     | Playlife GC37-01 3.0 V10          | AUS Ret | BRA 6   | ARG 7   | SMR Ret | ESP Ret | MON 2   | CAN 2   | FRA 9   | GBR 5   | AUT Ret | ALE 7   | HUN 8   | BEL Ret | ITA 8   | LUX 6   | JAP 8   |         |        |       | 16     | 9º       |
| 1999 | Mild Seven Benetton Playlife         | Benetton B199     | Playlife FB01 3.0 V10             | AUS 4   | BRA Ret | SMR 5   | MON 5   | ESP 9   | CAN 2   | FRA Ret | GBR 7   | AUT 12  | ALE Ret | HUN Ret | BEL 11  | ITA Ret | EUR Ret | MAL 11  | JAP 14  |         |        |       | 13º    | 9º       |
| 2000 | Mild Seven Benetton Playlife         | Benetton B200     | Playlife FB02 3.0 V10             | AUS 5   | BRA 2   | SMR 11  | GBR 7   | ESP 9   | EUR 5   | MON 3   | CAN 3   | FRA 9   | AUT Ret | ALE Ret | HUN Ret | BEL Ret | ITA 11  | EUA Ret | JAP 14  | MAL 9   |        |       | 18     | 6º       |
| 2001 | Mild Seven Benetton Playlife         | Benetton B201     | Renault RS21 3.0 V10              | AUS 13  | MAL Ret | BRA 6   | SMR Ret | ESP 14  | AUT Ret | MON Ret | CAN Ret | EUR 11  | FRA 11  | GBR 13  | ALE 4   | HUN 13  | BEL 3   | ITA 10  | EUA 8   | JAP 17  |        |       | 8      | 11º      |
| 2002 | DHL Jordan Honda                     | Jordan EJ12       | Honda RA002E 3.0 V10              | AUS Ret | MAL 13  | BRA Ret | SMR Ret | ESP Ret | AUT 5   | MON 5   | CAN 5   | EUR Ret | GBR 7   | FRA DNQ | ALE Ret | HUN 6   | BEL Ret | ITA 8   | EUA 7   | JAP Ret |        |       | 7      | 11º      |
| 2003 | Benson & Hedges Jordan Ford          | Jordan EJ13       | Ford RS1 3.0 V10                  | AUS Ret | MAL Ret | BRA 1   | SMR 15  | ESP Ret | AUT Ret | MON 10  | CAN Ret | EUR 12  | FRA Ret | GBR Ret | ALE 13  | HUN Ret | ITA 10  | EUA 7   | JAP Ret |         |        |       | 12     | 12º      |
| 2004 | Sauber Petronas                      | Sauber C23        | Petronas 04A 3.0 V10              | AUS 10  | MAL 11  | BAR 13  | SMR 9   | ESP 7   | MON Ret | EUR 6   | CAN 4   | EUA 9   | FRA 12  | GBR 6   | ALE 9   | HUN 8   | BEL 5   | ITA 8   | CHN 7   | JAP 8   | BRA 9  |       | 22     | 11º      |
| 2005 | Mild Seven Renault F1 Team           | Renault R25       | Renault RS25 3.0 V10              | AUS 1   | MAL Ret | BAR Ret | SMR Ret | ESP 5   | MON 12  | EUR 6   | CAN Ret | EUA DNS | FRA 6   | GBR 4   | ALE 4   | HUN 9   | TUR 4   | ITA 3   | BEL Ret | BRA 5   | JAP 2  | CHN 4 | 58     | 5º       |
| 2006 | Mild Seven Renault F1 Team           | Renault R26       | Renault RS26 2.4 V8               | BAR Ret | MAL 1   | AUS 5   | SMR 8   | EUR 6   | ESP 3   | MON 6   | GBR 4   | CAN 4   | EUA 3   | FRA 6   | ALE 6   | HUN Ret | TUR 6   | ITA 4   | CHN 3   | JAP 3   | BRA 6  |       | 72     | 4º       |
| 2007 | ING Renault F1 Team                  | Renault R27       | Renault RS27 2.4 V8               | AUS 5   | MAL 6   | BAR 8   | ESP 9   | MON 4   | CAN DSQ | EUA 9   | FRA 6   | GBR 8   | EUR 10  | HUN 12  | TUR 9   | ITA 12  | BEL Ret | JAP 5   | CHN 11  | BRA Ret |        |       | 21     | 8º       |
| 2008 | Force India Formula One Team         | Force India VJM01 | Ferrari 056 2.4 V8                | AUS Ret | MAL 12  | BAR 12  | ESP 10  | TUR Ret | MON Ret | CAN Ret | FRA 18  | GBR Ret | ALE 16  | HUN 15  | EUR 14  | BEL 17  | ITA Ret | SIN 14  | JAP Ret | CHN 17  | BRA 18 |       | 0      | NC (19º) |
| 2009 | Force India Formula One Team         | Force India VJM02 | Mercedes FO108W 2.4 V8            | AUS 11  | MAL 18  | CHN 14  | BAR 15  | ESP 14  | MON 9   | TUR Ret | GBR 10  | ALE 11  | HUN 14  | EUR 12  | BEL 2   |         |         |         |         |         |        |       | 8      | 15º      |
| 2009 | Scuderia Ferrari Marlboro            | Ferrari F60       | Ferrari 056 2.4 V8                |         |         |         |         |         |         |         |         |         |         |         |         | ITA 9   | SIN 13  | JAP 12  | BRA 10  | ABU 16  |        |       | 8      | 15º      |

## Resultados nas 24 Horas de Le Mans[6]
| Ano  | Equipe            | Nº | Co-Pilotos                         | Chassi                        | Pneus | Classe  | Voltas | Posição | Posição Na Categoria |
| Ano  | Equipe            | Nº | Co-Pilotos                         | Motor                         | Pneus | Classe  | Voltas | Posição | Posição Na Categoria |
| ---- | ----------------- | -- | ---------------------------------- | ----------------------------- | ----- | ------- | ------ | ------- | -------------------- |
| 2010 | AF Corse          | 95 | Jean Alesi Toni Vilander           | Ferrari F430 GT2              | M     | GT2     | 323    | 16º     | 4º                   |
| 2010 | AF Corse          | 95 | Jean Alesi Toni Vilander           | Ferrari 4.0 L V8              | M     | GT2     | 323    | 16º     | 4º                   |
| 2011 | AF Corse          | 51 | Gianmaria Bruni Toni Vilander      | Ferrari 458 Italia GT2        | M     | GTE Pro | 314    | 13º     | 2º                   |
| 2011 | AF Corse          | 51 | Gianmaria Bruni Toni Vilander      | Ferrari 4.5 L V8              | M     | GTE Pro | 314    | 13º     | 2º                   |
| 2012 | AF Corse          | 51 | Gianmaria Bruni Toni Vilander      | Ferrari 458 Italia GT2        | M     | GTE Pro | 335    | 17º     | 1º                   |
| 2012 | AF Corse          | 51 | Gianmaria Bruni Toni Vilander      | Ferrari 4.5 L V8              | M     | GTE Pro | 335    | 17º     | 1º                   |
| 2013 | AF Corse          | 51 | Gianmaria Bruni Matteo Malucelli   | Ferrari 458 Italia GT2        | M     | GTE Pro | 311    | 21º     | 6º                   |
| 2013 | AF Corse          | 51 | Gianmaria Bruni Matteo Malucelli   | Ferrari 4.5 L V8              | M     | GTE Pro | 311    | 21º     | 6º                   |
| 2014 | AF Corse          | 51 | Gianmaria Bruni Toni Vilander      | Ferrari 458 Italia GT2        | M     | GTE Pro | 339    | 15º     | 1º                   |
| 2014 | AF Corse          | 51 | Gianmaria Bruni Toni Vilander      | Ferrari 4.5 L V8              | M     | GTE Pro | 339    | 15º     | 1º                   |
| 2015 | AF Corse          | 51 | Gianmaria Bruni Toni Vilander      | Ferrari 458 Italia GT2        | M     | GTE Pro | 330    | 25º     | 3º                   |
| 2015 | AF Corse          | 51 | Gianmaria Bruni Toni Vilander      | Ferrari 4.5 L V8              | M     | GTE Pro | 330    | 25º     | 3º                   |
| 2016 | Risi Competizione | 82 | Matteo Malucelli Toni Vilander     | Ferrari 488 GTE               | M     | GTE Pro | 340    | 19º     | 2º                   |
| 2016 | Risi Competizione | 82 | Matteo Malucelli Toni Vilander     | Ferrari F154CB 3.9 L Turbo V8 | M     | GTE Pro | 340    | 19º     | 2º                   |
| 2017 | Risi Competizione | 82 | Toni Vilander Pierre Kaffer        | Ferrari 488 GTE               | M     | GTE Pro | 72     | DNF     | DNF                  |
| 2017 | Risi Competizione | 82 | Toni Vilander Pierre Kaffer        | Ferrari F154CB 3.9 L Turbo V8 | M     | GTE Pro | 72     | DNF     | DNF                  |
| 2018 | Spirit of Race    | 54 | Thomas Flöhr Francesco Castellacci | Ferrari 488 GTE               | M     | GTE Am  | 335    | 26º     | 2º                   |
| 2018 | Spirit of Race    | 54 | Thomas Flöhr Francesco Castellacci | Ferrari F154CB 3.9 L Turbo V8 | M     | GTE Am  | 335    | 26º     | 2º                   |
| 2019 | Spirit of Race    | 54 | Thomas Flohr Francesco Castellacci | Ferrari 488 GTE               | M     | GTE Am  | 327    | 43º     | 12º                  |
| 2019 | Spirit of Race    | 54 | Thomas Flohr Francesco Castellacci | Ferrari F154CB 3.9 L Turbo V8 | M     | GTE Am  | 327    | 43º     | 12º                  |
| 2020 | AF Corse          | 54 | Francesco Castellaci Thomas Flohr  | Ferrari 488 GTE Evo           | M     | GTE Am  | 330    | 39º     | 13º                  |
| 2020 | AF Corse          | 54 | Francesco Castellaci Thomas Flohr  | Ferrari F154CB 3.9 L Turbo V8 | M     | GTE Am  | 330    | 39º     | 13º                  |
| 2021 | AF Corse          | 54 | Francesco Castellacci Thomas Flohr | Ferrari 488 GTE Evo           | M     | GTE Am  | 329    | 39º     | 11º                  |
| 2021 | AF Corse          | 54 | Francesco Castellacci Thomas Flohr | Ferrari F154CB 3.9L V8 Turbo  | M     | GTE Am  | 329    | 39º     | 11º                  |
| 2022 | Iron Lynx         | 80 | Matteo Cressoni Richard Heistand   | Ferrari 488 GTE Evo           | M     | GTE Am  | 336    | 46º     | 13º                  |
| 2022 | Iron Lynx         | 80 | Matteo Cressoni Richard Heistand   | Ferrari F154CB 3.9 L Turbo V8 | M     | GTE Am  | 336    | 46º     | 13º                  |